# Disphragis staria
Disphragis staria är en fjärilsart som beskrevs av William Schaus 1922. Disphragis staria ingår i släktet Disphragis och familjen tandspinnare. Inga underarter finns listade i Catalogue of Life.